# Jarosław Jarząbkowski

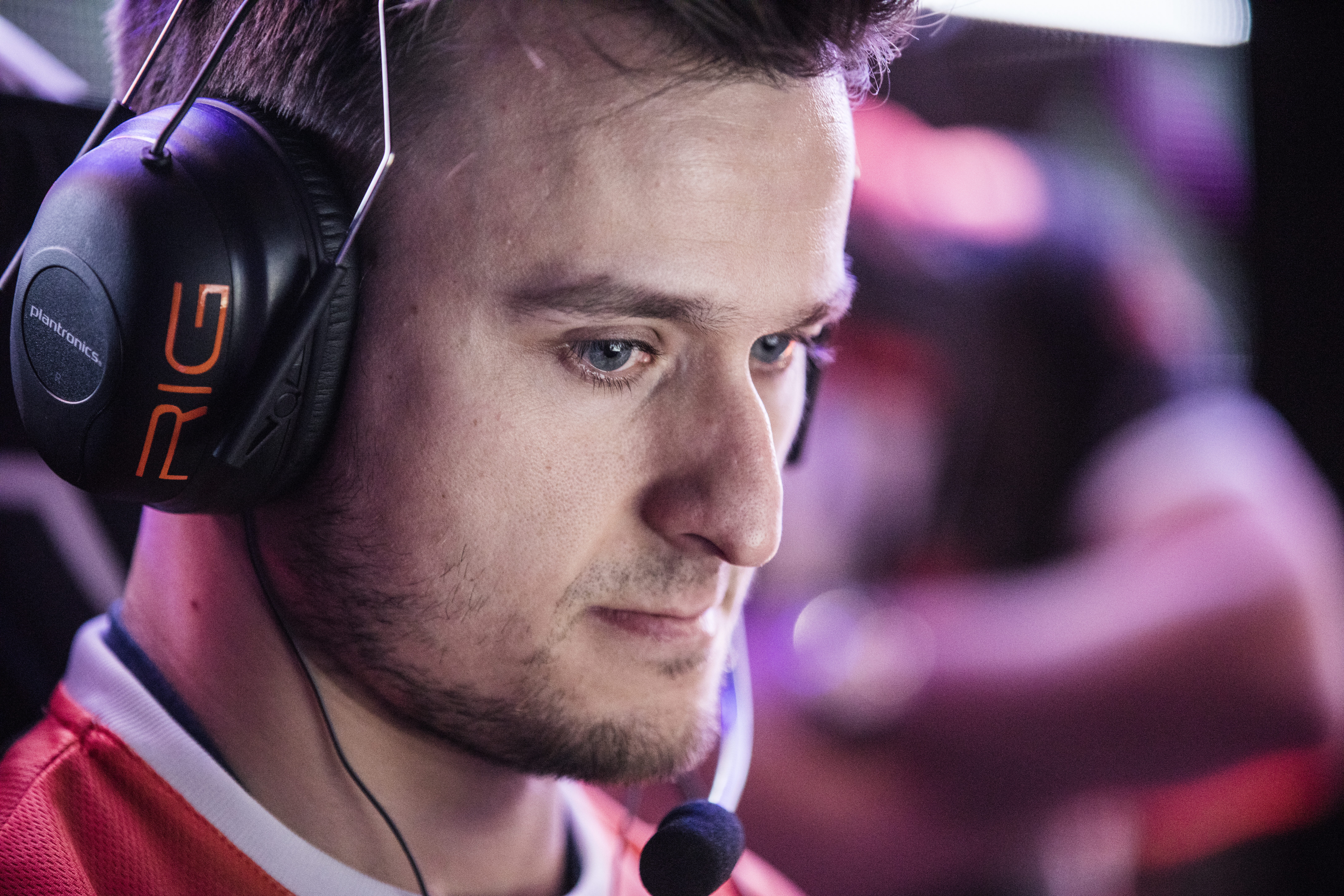
Jarosław Jarząbkowski

Jarosław Jarząbkowski (alias paszaBiceps), född 11 april 1988, är en polsk professionell Counter-Strike-spelare och numera professionell Counter-Strike: Global Offensive-spelare som sedan januari 2014 spelar för organisationen Virtus.pro. Jarząbkowski är en del av den berömda polska grupp av spelare som kallas "Golden Five" som utan tvekan var ett av de mest framgångsrika lagen i Counter-Strike när det gäller vinster. Enligt Esportsearnings har Jarząbkowski tjänat in mer än 624 000 dollar totalt i prispengar från olika turneringar.